# Steven Barnett
Steven Barnett, född den 15 juni 1979 i Sydney, är en australisk simhoppare.
Han tog OS-brons i synkroniserade svikthopp i samband med de olympiska simhoppstävlingarna 2004 i Aten.